# Cratocnema leve
Cratocnema leve är en stekelart som beskrevs av Granger 1949. Cratocnema leve ingår i släktet Cratocnema och familjen bracksteklar. Inga underarter finns listade i Catalogue of Life.